# NGC 82
NGC 82 – gwiazda o jasności 14,6m znajdująca się w gwiazdozbiorze Andromedy. 23 października 1884 roku obserwował ją Guillaume Bigourdan i błędnie skatalogował jako obiekt typu „mgławicowego”.